# Christine Conix
Pour les articles homonymes, voir Conix.
Christine Conix, née le 20 mai 1955 à Lierre en Belgique, est une architecte belge.

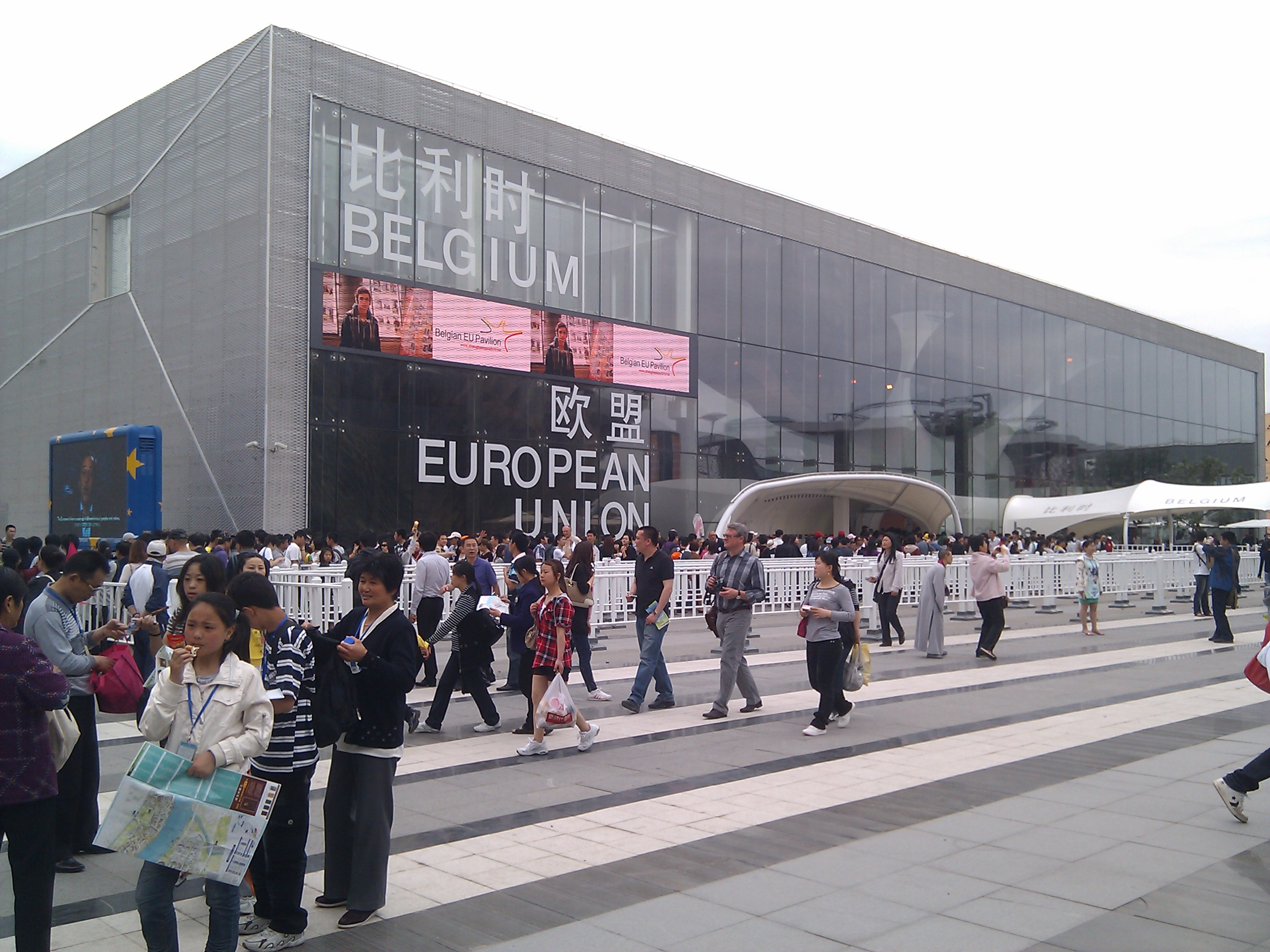
Pavillon belge à l'Exposition universelle de 2010.

## Biographie
Christine Conix naît le 20 mai 1955 à Lierre.
Elle étudie au Higher Institute for Architecture à Anvers où elle obtient un master en 1978. En 1979, elle fonde son propre bureau d'architecture, qui se nomme aujourd’hui "Conix Architects",. 
En 2012, Christine Conix emploie 47 personnes, elle est à la tête d'un bureau à Bruxelles et d'un autre à Anvers. Il existe également un bureau à Varsovie ouvert en 2009. 
Conix Architects a participé à la rénovation intérieure de l'Atomium et est également à l'origine de la construction d'un pavillon d’accueil,. 
Le budget  pour une extension de l'Atomium était estimé en 2010 par Conix Architects à plus de 3 millions d'euros. Plus récemment, le bureau a conçu le pavillon belgo-européen pour l'Expo 2010 à Shanghai. Enfin, Conix Architects est impliquée dans la rénovation de la ville de Nador au Maroc.

## Réalisations
- 1996-1998 : immeuble d'appartements[15].
- 1999-200? : immeuble d'appartements de luxe et de bureaux[15].
- 2004-2007 : Rénovation intérieure de l'Atomium[1], avec le designer allemand Ingo Maurer[2], construction d'un pavillon d’accueil[1],[3] et aménagement du site à Bruxelles.
- 2010 : Conception du pavillon belgo-européen pour l'Expo 2010 à Shanghai[4].

## Projets
- 2012 : « Conix Architects a été chargé par le roi Mohammed VI de réaliser les plans pour donner une nouvelle impulsion à la ville de Nador » au Maroc[5],[6],[7]

## Vie privée
Elle est mère de trois enfants âgés en 2012 de 26, 31 et 33 ans.